# Nyctemera consors
Nyctemera consors är en fjärilsart som beskrevs av Butler 1879. Nyctemera consors ingår i släktet Nyctemera och familjen björnspinnare. Inga underarter finns listade i Catalogue of Life.